# L'Audace
Ne doit pas être confondu avec L'Audace (hebdomadaire).
L'Audace est un journal tunisien en langue française qui paraît à Paris sous forme d'un mensuel, de 1994 à 2007, puis sous forme d'un bimensuel à Tunis depuis le 15 février 2011.
Fondé par Slim Bagga, il se définit comme un « vrai quotidien d'information » à l'opposé des organes de presse gouvernementaux. Il se distingue par les révélations sur la corruption d'État qui caractérise le régime du président Zine el-Abidine Ben Ali, en particulier les affaires liées aux familles du président, de sa femme Leïla, et leur entourage de gendres, frères, sœurs, neveux et nièces.
Suspendu en septembre 2007 après 153 numéros, L'Audace reparaît à Tunis après la révolution tunisienne de 2011.